# Europese kampioenschappen zwemmen 1987
De Europese kampioenschappen zwemmen 1987 werden gehouden van 16 tot en met 23 augustus 1987 in Straatsburg, Frankrijk.
Er werd één afstand aan zowel de zwemwedstrijden voor mannen als voor vrouwen toegevoegd, namelijk de 50 meter vrije slag. De Nederlandse zwemploeg kon door moeilijke trainingsomstandigheden geen volwaardig team afvaardigen en bemachtigde hier als gevolg daarvan slechts drie EK-medailles. Oost-Duitsland zette nieuwe records als het gaat om aantallen medailles.

## Zwemmen

### Mannen
| Afstand:           | Goud:                                                                                      | Tijd       | Zilver:                                                                                      | Tijd     | Brons:                                                                                          | Tijd     |
| 50 m vrije slag    | Jörg Woithe Duitse Democratische Republiek                                                 | 22,66      | Gennadi Prigoda Sovjet-Unie                                                                  | 22,73    | Stéfan Voléry Zwitserland                                                                       | 22,75    |
| 100 m vrije slag   | Sven Lodziewski Duitse Democratische Republiek                                             | 49,79      | Stéphan Caron Frankrijk                                                                      | 49,88    | Dirk Richter Duitse Democratische Republiek                                                     | 50,35    |
| 200 m vrije slag   | Anders Holmertz Zweden                                                                     | 1.48,44    | Giorgio Lamberti Italië                                                                      | 1.48,68  | Michael Groß Bondsrepubliek Duitsland                                                           | 1.49,02  |
| 400 m vrije slag   | Uwe Daßler Duitse Democratische Republiek                                                  | 3.48,95    | Rainer Henkel Bondsrepubliek Duitsland                                                       | 3.49,28  | Thomas Fahrner Bondsrepubliek Duitsland                                                         | 3.49,82  |
| 1500 m vrije slag  | Rainer Henkel Bondsrepubliek Duitsland                                                     | 15.02,23   | Uwe Daßler Duitse Democratische Republiek                                                    | 15.02,30 | Stefan Pfeiffer Bondsrepubliek Duitsland                                                        | 15.03,06 |
| 100 m rugslag      | Sergej Zabolotnov Sovjet-Unie                                                              | 56,06      | Frank Baltrusch Duitse Democratische Republiek                                               | 56,40    | Frank Hoffmeister Bondsrepubliek Duitsland                                                      | 56,71    |
| 200 m rugslag      | Sergej Zabolotnov Sovjet-Unie                                                              | 1.59,35    | Igor Poljanski Sovjet-Unie                                                                   | 1.59,37  | Frank Baltrusch Duitse Democratische Republiek                                                  | 2.00,22  |
| 100 m schoolslag   | Adrian Moorhouse Verenigd Koninkrijk                                                       | 1.02,13    | Dmitri Volkov Sovjet-Unie                                                                    | 1.02,43  | Gianni Minervini Italië                                                                         | 1.02,66  |
| 200 m schoolslag   | József Szabó Hongarije                                                                     | 2.13,87    | Sergej Sokolovski Sovjet-Unie                                                                | 2.14,97  | Adrian Moorhouse Verenigd Koninkrijk                                                            | 2.15,78  |
| 100 m vlinderslag  | Andy Jameson Verenigd Koninkrijk                                                           | 53,62      | Michael Groß Bondsrepubliek Duitsland                                                        | 53,76    | Benny Nielsen Denemarken                                                                        | 54,08    |
| 200 m vlinderslag  | Michael Groß Bondsrepubliek Duitsland                                                      | 1.57,59    | Benny Nielsen Denemarken                                                                     | 1.57,74  | Vadim Jarosjtsjoek Sovjet-Unie                                                                  | 1.58,51  |
| 200 m wisselslag   | Tamás Darnyi Hongarije                                                                     | 2.00,56 WR | Vadim Jarosjtsjoek Sovjet-Unie                                                               | 2.01,67  | Raik Hannemann Duitse Democratische Republiek                                                   | 2.02,30  |
| 400 m wisselslag   | Tamás Darnyi Hongarije                                                                     | 4.15,42 WR | József Szabó Hongarije                                                                       | 4.18,30  | Patrick Kühl Duitse Democratische Republiek                                                     | 4.18,67  |
| 4x100 m vrije slag | Duitse Democratische Republiek Dirk Richter Thomas Flemming Steffen Zesner Sven Lodziewski | 3.19,17 ER | Bondsrepubliek Duitsland Peter Sitt Michael Groß Rolf-Dieter Maltzann Thomas Fahrner         | 3.20,51  | Sovjet-Unie Gennadi Prigoda Vladimir Sjemetov Veniamin Tajanovitsj Vladimir Tkatsjenko          | 3.21,14  |
| 4x200 m vrije slag | Bondsrepubliek Duitsland Peter Sitt Rainer Henkel Thomas Fahrner Michael Groß              | 7.13,10    | Duitse Democratische Republiek Lars Hinneburg Thomas Flemming Steffen Zesner Sven Lodziewski | 7.14,27  | Zweden Tommy Werner Michael Söderlund Anders Holmertz Markus Eriksson                           | 7.21,31  |
| 4x100 m wisselslag | Sovjet-Unie Igor Poljanski Dmitri Volkov Konstantin Petrov Gennadi Prigoda                 | 3.41,51 ER | Verenigd Koninkrijk Neil Cochran Adrian Moorhouse Andy Jameson Roland Lee                    | 3.42,01  | Duitse Democratische Republiek Frank Baltrusch Christian Poswiat Thomas Dreßler Sven Lodziewski | 3.43,90  |

### Vrouwen
| Afstand:           | Goud:                                                                                        | Tijd       | Zilver:                                                                   | Tijd    | Brons:                                                                                    | Tijd    |
| 50 m vrije slag    | Tamara Costache Roemenië                                                                     | 25,50      | Katrin Meißner Duitse Democratische Republiek                             | 25,65   | Christiane Pielke Bondsrepubliek Duitsland                                                | 25,88   |
| 100 m vrije slag   | Kristin Otto Duitse Democratische Republiek                                                  | 55,38      | Manuela Stellmach Duitse Democratische Republiek                          | 55,49   | Tamara Costache Roemenië                                                                  | 56,11   |
| 200 m vrije slag   | Heike Friedrich Duitse Democratische Republiek                                               | 1.58,24    | Manuela Stellmach Duitse Democratische Republiek                          | 1.58,95 | Luminița Dobrescu Roemenië                                                                | 2.00,87 |
| 400 m vrije slag   | Heike Friedrich Duitse Democratische Republiek                                               | 4.06,39    | Astrid Strauss Duitse Democratische Republiek                             | 4.07,71 | Stela Pura Roemenië                                                                       | 4.09,65 |
| 800 m vrije slag   | Anke Möhring Duitse Democratische Republiek                                                  | 8.19,53    | Astrid Strauss Duitse Democratische Republiek                             | 8.32,24 | Judit Csabai Hongarije                                                                    | 8.37,71 |
| 100 m rugslag      | Kristin Otto Duitse Democratische Republiek                                                  | 1.01,86    | Svenja Schlicht Bondsrepubliek Duitsland                                  | 1.02,21 | Kathrin Zimmermann Duitse Democratische Republiek                                         | 1.02,55 |
| 200 m rugslag      | Cornelia Sirch Duitse Democratische Republiek                                                | 2.10,20    | Kathrin Zimmermann Duitse Democratische Republiek                         | 2.12,23 | Svenja Schlicht Bondsrepubliek Duitsland                                                  | 2.12,72 |
| 100 m schoolslag   | Silke Hörner Duitse Democratische Republiek                                                  | 1.07,91 WR | Manuela Dalla Valle Italië                                                | 1.09,66 | Sylvia Gerasch Duitse Democratische Republiek                                             | 1.09,83 |
| 200 m schoolslag   | Silke Hörner Duitse Democratische Republiek                                                  | 2.27,49    | Ingrid Lempereur België                                                   | 2.29,49 | Svetlana Koezmina Sovjet-Unie                                                             | 2.29,88 |
| 100 m vlinderslag  | Kristin Otto Duitse Democratische Republiek                                                  | 59,52      | Birte Weigang Duitse Democratische Republiek                              | 59,59   | Catherine Plewinski Frankrijk                                                             | 59,83   |
| 200 m vlinderslag  | Kathleen Nord Duitse Democratische Republiek                                                 | 2.08,85    | Birte Weigang Duitse Democratische Republiek                              | 2.09,60 | Stela Pura Roemenië                                                                       | 2.11,56 |
| 200 m wisselslag   | Cornelia Sirch Duitse Democratische Republiek                                                | 2.15,04    | Daniela Hunger Duitse Democratische Republiek                             | 2.15,27 | Noemi Lung Roemenië                                                                       | 2.15,84 |
| 400 m wisselslag   | Noemi Lung Roemenië                                                                          | 4.40,21    | Jelena Dendeberova Sovjet-Unie                                            | 4.42,62 | Kathleen Nord Duitse Democratische Republiek                                              | 4.44,09 |
| 4x100 m vrije slag | Duitse Democratische Republiek Manuela Stellmach Heike Friedrich Kristin Otto Katrin Meißner | 3.42,58    | Nederland Marianne Muis Diana van der Plaats Mildred Muis Karin Brienesse | 3.45,93 | Bondsrepubliek Duitsland Stephanie Bofinger Svenja Schlicht Christiane Pielke Karin Seick | 3.46,49 |
| 4x200 m vrije slag | Duitse Democratische Republiek Manuela Stellmach Heike Friedrich Astrid Strauss Anke Möhring | 7.55,47    | Roemenië Luminița Dobrescu Stela Pura Anca Pătrășcoiu Noemi Lung          | 8.09,15 | Bondsrepubliek Duitsland Svenja Schlicht Heike Höller Julia Lebek Birgit Lohberg-Schulz   | 8.09,89 |
| 4x100 m wisselslag | Duitse Democratische Republiek Kristin Otto Silke Hörner Birte Weigang Manuela Stellmach     | 4.04,05    | Italië Lorenza Vigarani Manuela Dalla Valle Ilaria Tocchini Silvia Persi  | 4.10,04 | Bondsrepubliek Duitsland Svenja Schlicht Britta Dahm Susanne Schuster Christiane Pielke   | 4.10,92 |

## Schoonspringen

### Mannen
| Onderdeel: | Goud:                                 | Score  | Zilver:                                   | Score  | Brons:                            | Score  |
| 3 m plank  | Albin Killat Bondsrepubliek Duitsland | 663,18 | Niki Stajković Oostenrijk                 | 647,25 | Aleksandr Gladtsjenko Sovjet-Unie | 621,60 |
| 10 m toren | Georgi Tsjogovadze Sovjet-Unie        | 618,48 | Jan Hempel Duitse Democratische Republiek | 596,64 | Arsen Dzjavadian Sovjet-Unie      | 578,37 |

### Vrouwen
| Onderdeel: | Goud:                        | Score  | Zilver:                             | Score  | Brons:                                      | Score  |
| 3 m plank  | Daphne Jongejans Nederland   | 525,76 | Marina Babkova Sovjet-Unie          | 518,88 | Brita Baldus Duitse Democratische Republiek | 513,42 |
| 10 m toren | Jelena Mirosjina Sovjet-Unie | 475,50 | Anzjela Stasjoeljevitsj Sovjet-Unie | 433,68 | Silke Abicht Duitse Democratische Republiek | 408,09 |

## Waterpolo
| Onderdeel: | Goud:       | Zilver:     | Brons:    |
| Mannen     | Sovjet-Unie | Joegoslavië | Italië    |
| Vrouwen    | Nederland   | Hongarije   | Frankrijk |

## Synchroonzwemmen
| Onderdeel: | Goud:                                   | Score   | Zilver:                             | Score   | Brons:                                     | Score   |
| Solo       | Muriel Hermine Frankrijk                | 188,700 | Alexandra Worisch Oostenrijk        | 182,467 | Karin Singer Zwitserland                   | 179,067 |
| Duet       | Frankrijk Muriel Hermine Karine Schuler | 184,608 | Zwitserland Edith Boss Karin Singer | 178,343 | Sovjet-Unie Irina Tsjoekova Tatjana Titova | 176,642 |
| Team       | Frankrijk                               | 178,487 | Sovjet-Unie                         | 177,343 | Zwitserland                                | 172,975 |

## Medaillespiegel
| Plaats | Land                           | Goud | Zilver | Brons | Totaal |
| 1      | Duitse Democratische Republiek | 18   | 13     | 10    | 41     |
| 2      | Sovjet-Unie                    | 6    | 9      | 6     | 21     |
| 3      | Bondsrepubliek Duitsland       | 4    | 4      | 9     | 17     |
| 4      | Hongarije                      | 3    | 2      | 1     | 6      |
| 5      | Frankrijk                      | 3    | 1      | 2     | 6      |
| 6      | Roemenië                       | 2    | 1      | 5     | 8      |
| 7      | Verenigd Koninkrijk            | 2    | 1      | 1     | 4      |
| 8      | Nederland                      | 2    | 1      | 0     | 3      |
| 9      | Zweden                         | 1    | 0      | 1     | 2      |
| 10     | Italië                         | 0    | 3      | 2     | 5      |
| 11     | Oostenrijk                     | 0    | 2      | 0     | 2      |
| 12     | Zwitserland                    | 0    | 1      | 3     | 4      |
| 13     | Denemarken                     | 0    | 1      | 1     | 2      |
| 14     | België                         | 0    | 1      | 0     | 1      |
| 14     | Joegoslavië                    | 0    | 1      | 0     | 1      |
| Totaal | Totaal                         | 41   | 41     | 41    | 123    |